# Ligier JS39
A Ligier JS39 egy Formula–1-es versenyautó, amellyel a Ligier csapat versenyzett az 1993-as Formula–1 világbajnokságban, valamint az 1994-es idényben annak átdolgozott, JS39B nevű változatával. Pilótái 1993-ban Martin Brundle és Mark Blundell voltak, 1994-ben pedig Éric Bernard és Olivier Panis, továbbá az előző helyére az idény végén beugró Johnny Herbert és Franck Lagorce.

## Áttekintés
Az 1993-as idénynek a Brundle-Blundell versenyzőpárossal kezdtek neki, tesztpilótát nem alkalmaztak. Ez volt a csapat első olyan idénye, amelyikben egyik poszton sem volt francia pilótájuk. A csapattulajdonos Guy Ligier ebben az évben adta el csapatát, pénzügyi nehézségek miatt, az új tulaj Cyril de Rouvre lett, aki azonban az idény során adócsalás miatt börtönbe is került. A JS39-es megkapta az aktív felfüggesztést és egy új félautomata sebességváltót, továbbá a Renault legújabb fejlesztésű motorjait. 1993-ban ismét relatíve jól szerepeltek, háromszor is dobogóra állhattak, és úgy végeztek a konstruktőri ötödik helyen, hogy egy kicsivel nagyobb szerencsével akár a Ferrarit megelőzve a negyedikek is lehettek volna. A Ligier az 1986-os szezon óta nem végzett ennyire előkelő helyen.
1994-ben az autó átdolgozott, JS39B nevű változatával versenyeztek, amelyből azok betiltása miatt kiszereltek minden vezetési segédletet. A csapatnál ismét problémák ütötték fel a fejüket, de Rouvre úr letartóztatása mellett a két versenyzőjük is elhagyta őket. Májusban Flavio Briatore és Tom Walkinshaw vásárolta be magát a Ligierbe, amely felvetette annak a lehetőségét, hogy a Ligier és a Benetton között szabályellenes összedolgozás is történhetett. Briatore számára azért volt fontos a csapat, mert így szerezhette meg a Benettonnak a legegyszerűbben a Renault-motorokat. Ebben az idényben a Ligier eredményei elmaradoztak, a megbízhatósággal viszont nem voltak gondok. Legjobb eredményük a német nagydíjon volt, ahol Panis második, Bernard pedig harmadik lett. Panist a portugál nagydíjról kizárták szabálytalan autó miatt. Az idény végén Briatore egyre erőteljesebben szólt bele a csapat működésébe: Bernardot kitette saját védence, Johnny Herbert kedvéért, majd amikor utóbbira a Benettonnál volt szükség, beültette a helyére a tesztpilóta Franck Lagorce-t. Az idényt 13 ponttal a hatodik helyen zárták.
A szezont követően Michael Schumacher is tesztelt az autóval, hogy kitapasztalja a Renault-motort.

## Festés
Az autók festése nem sokat változott az előző évihez képest: a nagy fehér vízszintes csík helyett ferde csíkmintázat került az autó hátuljára. Ahol a dohányreklámok tiltva voltak, ott a Gitanes cigaretta nem szerepelt rajtuk, legfeljebb a "cigányasszony" sziluettje, amely a márka emblémája volt, de az se mindenhol, például a francia nagydíjon egyáltalán nem. Fontos szponzor volt még az Arany Oldalak (Les Pages Jaunes) 1993-ban, amelynek utolsó versenyein Brundle autójára Hugo Pratt festett egy különleges mintázatot.

## Eredménylista
(félkövérrel jelölve a pole pozíció; dőlt betűvel a leggyorsabb kör)
| Év   | Kasztni | Motor       | Gumik | Pilóták        | 1   | 2   | 3   | 4   | 5   | 6   | 7   | 8   | 9   | 10  | 11  | 12  | 13  | 14  | 15  | 16  | Pontok | Helyezés |
| ---- | ------- | ----------- | ----- | -------------- | --- | --- | --- | --- | --- | --- | --- | --- | --- | --- | --- | --- | --- | --- | --- | --- | ------ | -------- |
| 1993 | JS39    | Renault RS5 | G     |                | RSA | BRA | EUR | SMR | ESP | MON | CAN | FRA | GBR | GER | HUN | BEL | ITA | POR | JPN | AUS | 23     | 5.       |
| 1993 | JS39    | Renault RS5 | G     | Martin Brundle | KI  | KI  | KI  | 3   | KI  | 6   | 5   | 5   | 14  | 8   | 5   | 7   | KI  | 6   | 9   | 6   | 23     | 5.       |
| 1993 | JS39    | Renault RS5 | G     | Mark Blundell  | 3   | 5   | KI  | KI  | 7   | KI  | KI  | KI  | 7   | 3   | 7   | 11  | KI  | KI  | 7   | 9   | 23     | 5.       |
| 1994 | JS39B   | Renault RS6 | G     |                | BRA | PAC | SMR | MON | ESP | CAN | FRA | GBR | GER | HUN | BEL | ITA | POR | EUR | JPN | AUS | 13     | 6.       |
| 1994 | JS39B   | Renault RS6 | G     | Éric Bernard   | KI  | 10  | 12  | KI  | 8   | 13  | KI  | 13  | 3   | 10  | 10  | 7   | 10  |     |     |     | 13     | 6.       |
| 1994 | JS39B   | Renault RS6 | G     | Johnny Herbert |     |     |     |     |     |     |     |     |     |     |     |     |     | 8   |     |     | 13     | 6.       |
| 1994 | JS39B   | Renault RS6 | G     | Franck Lagorce |     |     |     |     |     |     |     |     |     |     |     |     |     |     | KI  | 11  | 13     | 6.       |
| 1994 | JS39B   | Renault RS6 | G     | Olivier Panis  | 11  | 9   | 11  | 9   | 7   | 12  | KI  | 12  | 2   | 6   | 7   | 10  | KIZ | 9   | 11  | 5   | 13     | 6.       |

## Forráshivatkozások
1. 1 2  A Ligier-sztori… (magyar nyelven). Napi F1 sztori, 2020. május 3. (Hozzáférés: 2025. január 21.)